# Біполярний відтік

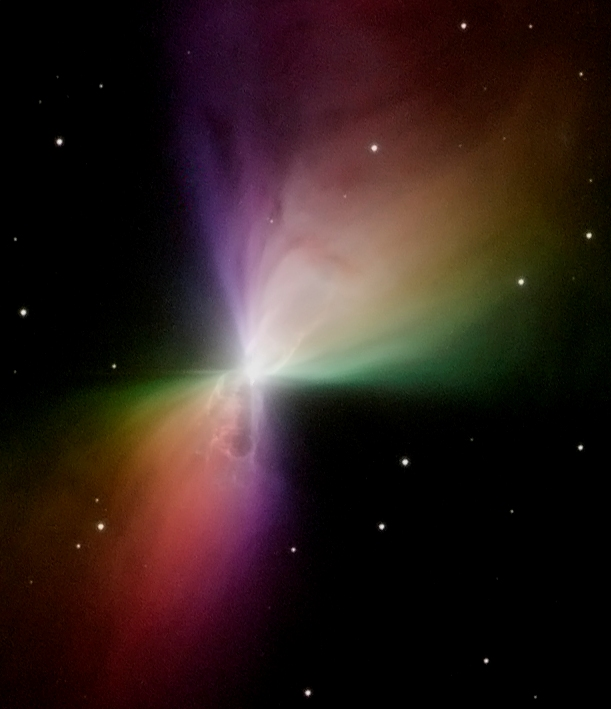
Туманність Бумеранг є чудовим прикладом біполярного потоку. Автор зображення: NASA, STScI.

Біполярний відтік[усталений термін?] включає в себе два безперервних потоки газу від полюсів зорі. Біполярні відтоки можуть бути пов'язані з протозорями (молодими зорями, що формуються) або із зорями після асимптотичної гілки гігантів (часто у формі біполярних туманностей).

## Протозорі
У випадку молодої зорі біполярний відтік спричинений щільним колімованим струменем. Ці астрофізичні струмені вужчі, ніж сам біполярний відтік, і їх дуже важко спостерігати безпосередньо. Тим не менш, надзвукові ударні фронти вздовж струменя нагрівають газ у струмені та навколо нього до тисяч градусів. Ці ділянки гарячого газу випромінюють інфрачервоні хвилі, що дозволяє виявляти їх за допомогою інфрачервоних телескопів. Вони часто з'являються у вигляді дискретних вузлів або дуг уздовж струменя. Їх зазвичай називають молекулярними ударними хвилями, оскільки вузли зазвичай викривлені, як носова хвиля в передній частині корабля.

## Виникнення

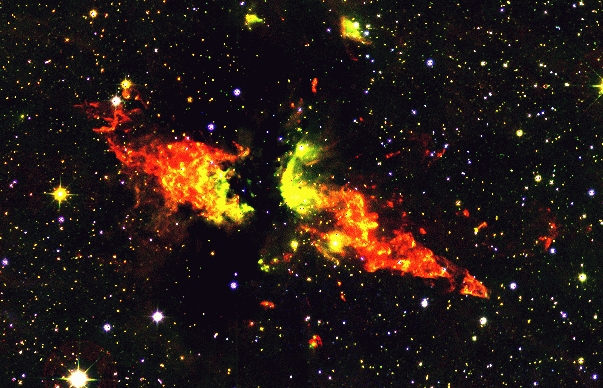
Інфрачервоне зображення біполярного відтоку. Потік зумовлений масивною молодою зорею, яку вперше ідентифікували як радіоджерело та внесли в каталог DR 21. Сам відтік відомий як відтік DR 21 або MHO 898/899.

Здебільшого молекулярні ударні хвилі спостерігаються в обертально-вібраційному випромінюванні гарячого молекулярного водню, у випромінюванні теплого молекулярного монооксиду вуглецю та у випромінюванні інших молекул. Біполярні відтоки часто можна зустріти в щільних темних хмарах. Вони, зазвичай, пов'язані з наймолодшими зорями (віком менше 10 000 років) і тісно пов'язані з молекулярними ударними хвилями. Вважають, що ударні хвилі змітають щільний газ із навколишньої хмари, утворюючи біполярний відтік.
Струмені від більш розвинених молодих зір — зір типу Т Тельця — створюють подібні ударні хвилі, хоча вони видимі на оптичних довжинах хвиль і називаються об'єктами Гербіга-Аро. Зорі Т Тельця зазвичай перебувають у менш щільному середовищі. Відсутність навколишнього газу та пилу означає, що об'єкти Гербіга-Аро є менш ефективними для залучення молекулярного газу. Тому вони менш імовірно пов'язані з видимими біполярними відтоками.
Наявність біполярного відтоку показує, що центральна зоря все ще накопичує речовину із навколишньої хмари через акреційний диск. Відтік полегшує накопичення кутового моменту, у той час як речовина по спіралі спускається вниз на центральну зорю через акреційний диск[незрозуміло]. Намагнічена речовина у цих протопланетних струменях обертається і походить із великої області протозоряного диска[незрозуміло].
Біполярні відтоки також випромінюються із зір на пізніх стадіях еволюції, таких як протопланетні туманності, планетарні туманності та зорі після асимптотичної гілки гігантів. Спостереження протопланетних туманностей та планетарних туманностей з високою роздільною здатністю показало наявність потоків, утворених цими системами. Великі кампанії спектроскопічного моніторингу променевої швидкості виявили наявність високошвидкісних відтоків та струменів у зір після асимптотичної гілки гігантів. Походження цих струменів пов'язане з подвійністю зорі, перетіканням маси між компонентами та утворенням акреційного диска, з якого і походить речовина для відтоку. Наявність магнітного поля викликає остаточний викид та колімацію речовини, утворюючи біполярний відтік або струмінь.
В обох випадках біполярні відтоки складаються переважно з молекулярного газу. Вони можуть подорожувати зі швидкістю десятки або навіть сотні кілометрів на секунду, а у випадку молодих зір мають довжину понад 1 парсек.

## Галактичний відтік
Масивні галактичні молекулярні відтоки можуть мати сприятливі фізичні умови для зореутворення, зокрема високу густину газу. Цей режим зореутворення може сприяти морфологічній еволюції галактик.

## Дивіться також
- Акреційний диск
- Релятивістський струмінь
- Біполярна туманність
- Об'єкт Хербіга-Аро
- Планетарна туманність